# Virgilijus Noreika
Virgilijus Noreika (ur. 22 września 1935 w Szawlach, zm. 3 marca 2018 w Wilnie) – litewski śpiewak operowy (tenor).

## Życiorys
Noreika urodził się w Szawlach i ukończył z wyróżnieniem Państwowe Konserwatorium Litewskie w 1958 roku. Rok wcześniej, będąc jeszcze studentem, został zaangażowany jako performer w Narodowym Teatrze Opery i Baletu na Litwie. W 1959 roku Noreika zaśpiewał partię Alfreda Germonta w Traviacie Verdiego. W 1965 roku kontynuował karierę w La Scali w Mediolanie. Tam opanował sześć nowych ról, a także śpiewał rolę Pinkertona z Madame Butterfly Pucciniego.
Twórcza biografia Noreiki obejmuje ponad 40 operowych ról: Cavaradossi z Toski Pucciniego, Faust z Fausta Gounoda, Rudolfo z La bohème Pucciniego, Otello z Otella Verdiego, i wiele innych. Noreika występował w Moskwie w Teatrze Bolszoj, w Buenos Aires w Teatro Colón, w Paryżu w Opéra National de Paris i wielu innych słynnych operach. Noreika śpiewał w ponad 30 zagranicznych teatrach, uczestniczył w ponad 1000 spektaklach, dając około 600 koncertów solowych, dokonał ponad 20 nagrań fonograficznych. W 1997 roku obchodził 40-lecie pracy jako operowy tenor i otrzymał nagrodę Kipras Award. Noreika był profesorem w Litewskiej Akademii Muzyki i Teatru oraz w Estońskiej Akademii Muzyki i Teatru.
W 2015 roku został odznaczony Medalem Puszkina w Rosji.
Zmarł 3 marca 2018 roku w Wilnie.